# Елизавета Мекленбург-Гюстровская
Елизавета Мекленбург-Гюстровская (нем. Elisabeth von Mecklenburg-Güstrow; 3 сентября 1668, Гюстров, герцогство Мекленбург-Гюстров, Священная Римская империя — 25 августа 1738, Доберлуг-Кирххайн, герцогство Саксен-Мерзебург, Священная Римская империя) — немецкая принцесса из дома Мекленбург, урождённая принцесса Мекленбург-Гюстровская; в замужестве — герцогиня Саксен-Мерзебург-Шпрембергская, после герцогиня Саксен-Мерзебургская.

## Биография
Принцесса Елизавета родилась в Гюстрове 3 сентября 1668 года. Она была десятым ребёнком из одиннадцати детей в семье Густава Адольфа, герцога Мекленбург-Гюстровского и принцессы Магдалены Сибиллы Гольштейн-Готторпской.
Братьями и сестрами принцессы Елизаветы были принцесса Мария, герцогиня Мекленбург-Стрелицкая, принцесса Магдалена, принцесса София, герцогиня Вюртемберг-Эльская, принцесса Кристина, графиня Штольберг-Гедернская, принц Карл, наследный принц Мекленбург-Гюстровский, принцесса Гедвига, герцогиня Саксен-Мерзебург-Цёрбигская, принцесса Луиза, королева Дании и Норвегии и принцесса Августа.

### Брак и потомство
В Гюстрове 29 марта 1692 года принцесса Елизавета сочеталась браком с принцем Генрихом Саксен-Мерзебургским (2.09. 1661 — 28.07.1738), четвёртым сыном герцога Кристиана I Саксен-Мерзебургского. В 1694 году принц Генрих получил во владение город Шпремберг и сделал его своей резиденцией, став герцогом Саксен-Мерзебург-Шпрембергским.
Из трёх детей, родившихся в этом браке, выжил только один ребёнок:
- принц Мориц Саксен-Мерзебургский (29.10.1694 — 11.04.1695), наследный принц Саксен-Шпрембергский, умер в младенчестве;
- принцесса Кристиана Фридерика Саксен-Мерзебургская (17.05.1697 — 21.08.1722);
- принцесса Густава Магдалена Саксен-Мерзебургская (2.10.1699 — 3.10.1699).

В 1731 году герцогиня Саксен-Шпрембергская стала герцогиней Саксен-Мерзебургской, так, как её супруг, последний представитель рода по мужской линии, унаследовал все главные домены семьи.
Герцогиня Саксен-Мерзебургская умерла в Доберлуге 25 августа 1738 года, пережив мужа на один месяц. Похоронена в Мерзебургском соборе.